# Cukrowniki
Cukrowniki (Dacninae) – podrodzina ptaków z rodziny tanagrowatych (Thraupidae).

## Występowanie
Podrodzina obejmuje gatunki występujące w Ameryce.

## Systematyka
Do podrodziny należą następujące rodzaje:
- Cyanerpes Oberholser, 1899
- Tersina Vieillot, 1819 – jedynym przedstawicielem jest Tersina viridis (Illiger, 1811) – tersyna
- Dacnis Cuvier, 1816